# The Forged Dispatch
The Forged Dispatch è un cortometraggio muto del 1911 diretto da Thomas H. Ince. Di genere drammatico, ambientato ai tempi della guerra di secessione americana, il film - prodotto dalla Independent Moving Pictures e distribuito dalla Motion Picture Distributors and Sales Company - aveva come interpreti J. Farrell MacDonald e William E. Shay.

## Trama
Rivali in amore, Jack Haskins e Jim Darrow sono entrambi soldati volontari dell'Unione. Bess, la ragazza oggetto del loro contendere, sceglie però Jack, provocando la rabbia di Jim che non aspetta altro che arrivi il momento per la sua vendetta. Al fronte, Jack, diventato capitano, deve mantenere una posizione per contrastare l'avanzata del nemico. Jim, incaricato di portare un dispaccio al suo rivale, lo falsifica e così a Jack arriva l'ordine di abbandonare l'avamposto. Il giovane capitano obbedisce, portandosi dietro anche Dave, il fratellino di Bess, tamburino della compagnia. Ma un colpo ferisce gravemente il ragazzo e poi anche Jack che aveva tra le mani il dispaccio. Dave, prima di morire, raccoglie il documento, infilandoselo in tasca. Quando i nordisti recuperano i feriti e i caduti, trovano anche Jack. L'uomo viene accusato di aver abbandonato la sua postazione: condannato dalla corte marziale, viene degradato ed espulso dall'esercito per codardia. Passano venti anni. Durante la parata al Memorial Day, i veterani sfilano sotto le finestre di Bess, che non si è mai sposata. Ricordando il fratello morto, Bess prende la vecchia divisa di Dave dalla cui tasca cade il dispaccio falsificato. Dopo averlo letto, la donna esce in strada. Davanti alla casa di Jack, adesso si forma un gruppo di ex commilitoni che lo chiama a gran voce. Tutti hanno letto il messaggio falso che lo discolpa dall'infamante accusa. L'ex capitano esce di casa per abbracciare Bess e, alla testa dei suoi uomini, si unisce alla parata.

## Produzione
Il film fu prodotto da Carl Laemmle per l'Independent Moving Pictures Co. of America (IMP).

## Distribuzione
Il film - un cortometraggio in una bobina - uscì nelle sale statunitensi il 22 maggio 1911, distribuito dalla Motion Picture Distributors and Sales Company.